# Custer (Montana)
Custer is een plaats (census-designated place) in de Amerikaanse staat Montana, en valt bestuurlijk gezien onder Yellowstone County.

## Naamgeving
Custer is genoemd naar George Armstrong Custer (1839-1876), generaal der cavalerie tijdens de Amerikaanse Burgeroorlog, gesneuveld tegen de Indianen in de Slag bij de Little Bighorn. In het plaatsje staat een monument te zijner ere.

## Demografie
Bij de volkstelling in 2000 werd het aantal inwoners vastgesteld op 145.

## Geografie
Volgens het United States Census Bureau beslaat de plaats een oppervlakte van
0,7 km², geheel bestaande uit land.

## Plaatsen in de nabije omgeving
De onderstaande figuur toont nabijgelegen plaatsen in een straal van 52 km rond Custer.